# Louis-René des Forêts
Louis-René Pineau des Forêts, noto come Louis-René des Forêts (Parigi, 28 gennaio 1916 – Parigi, 30 dicembre 2000), è stato uno scrittore e poeta francese.

## Biografia
Dopo essersi diplomato a Bourges, iniziò a studiare diritto e scienze politiche a Parigi, scrivendo sul finire degli anni 1930 articoli di cronaca letteraria e musicale. Divenne amico con poeti quali Jean Chauvel (1897-1979) e Patrice de La Tour du Pin (1911-1975), con il primo dei quali si rifugiò nel 1940 nella Loira, partecipando alla Resistenza anti-nazista.
Il suo romanzo Les Mendiants fu pubblicato da Gallimard nel 1943 (ed. definitiva nel 1986), cui seguì Le Bavard (1946).
Divenne amico di Raymond Queneau e André Frénaud e lavorò per qualche mese presso le Éditions Robert Laffont, prima di ritirarsi in provincia, pubblicando brevi testi su "L'Arbalète", una rivista diretta da Marc Barbezat (1913–1999) che ospitò opere di Antonin Artaud e Henri Michaux; poi su "Les Lettres nouvelles", diretta da Maurice Nadeau e Maurice Saillet (1914-1990), e sulla "Nouvelle Revue Française".
Nel 1953 tornò a Parigi, partecipando alla Encyclopédie de la Pléiade, diretta da Queneau. Frequentò con Michel Gallimard, Robert Antelme, Georges Bataille e Maurice Blanchot.
Nel 1954 fondò con Antelme, Dionys Mascolo ed Edgar Morin il Comité contre la guerre d'Algérie, quindi nel 1960 firmò il "Manifeste des 121", una dichiarazione di diversi intellettuali sul diritto all'insubordinazione nella guerra d'Algeria.
Pubblicò poi La Chambre des enfants (1960) e su "Mercure de France" il poema Les Mégères de la mer (1967) e collaborò anche alla rivista italiana "Il Menabò".
Nel 1967, con i poeti Yves Bonnefoy, Jacques Dupin (1927-2021) e André du Bouchet (1924-2001) fondò la rivista "L'Éphémère", alla direzione della quale parteciparono Paul Celan, Michel Leiris e Gaëtan Picon (1915-1976).
La sua opera venne premiata in diverse occasioni, dal Prix des Critiques (1962) al Prix Maeterlinck (1988), dal Grand Prix national des lettres (1990) al Grand prix de littérature de la Société des gens de lettres (1997).
Des Forêts fu anche pittore. L'ultima sua opera fu Ostinato (1997, Prix de l'écrit intime), di natura autobiografica.

## Opere
- Les Mendiants, 1943, Paris: Gallimard, 1986; trad. Pino Mensi, I mendicanti, Milano: Bompiani, 1953
- Le Jeune Homme qu'on surnommait Bengali, 1943; Nolay: Éd. du Chemin de fer, 2013
- Un malade en forêt, 1945, n. ed. Montpellier: Fata morgana, 1985
- Le Bavard, Paris: Gallimard, 1946, 1978; trad. Gioia Zannino Angiolillo, Il chiacchierone, Parma: Guanda, 1982
- Messiaen et les concerts de la Pléiade, 1946
- Strawinsky et Webern au Domaine musical, 1957; Bordeaux: William Blake & Co, 2003
- Sur Georges Bataille, 1958
- Une mémoire démentielle, in La Chambre des enfants
- Dans un miroir, in La Chambre des enfants
- Les grands moments d'un chanteur, in La Chambre des enfants
- La Chambre des enfants, Paris: Gallimard, 1960, 1983; trad. Stefano Chiodi , La stanza dei bambini, Macerata: Quodlibet, 1996 ISBN 978-8886570114
- Lo scrittore televistato, in "Il Menabò", 7, primavera 1964, pp. 154-56
- L'attrattiva del vuoto, in "Il Menabò", 7, primavera 1964, pp. 160-63
- Les Mégères de la mer, Paris: Mercure de France, 1967; poi in Les Mégères de la mer suivi de Poèmes de Samuel Wood, Paris: Gallimard, 2008
- À propos de Pierre Guyotat, 1967
- Voies et détours de la fiction, Montpellier: Fata morgana, 1985
- Le Malheur au Lido, Montpellier: Fata morgana, 1987
- Poèmes de Samuel Wood, Montpellier: Fata morgana, 1988
- Face à l'immémorable, Montpellier: Fata morgana, 1993
- Ostinato, Paris: Mercure de France, 1997; Paris: Gallimard, 2000
- Pas à pas jusqu'au dernier, Paris: Mercure de France, 2001; Paris: Gallimard, 2006 (postumo)
- Œuvres complètes, presentazione di Dominique Rabaté, collana Quarto Gallimard, 2015 ISBN 978-2070148615